# Экспромт (музыка)
Экспро́мт (от лат. exprom(p)tus — «готовый», «быстрый»; в зарубежной литературе используется термин Impromptu) в музыке — музыкальное произведение для одного инструмента (как правило, написанное для фортепиано), сочинённое без подготовки и сразу записанное, зафиксированное где-либо. Это название композиторы дают небольшим пьесам, обычно порывистого и импровизационного характера.
Экспромт должен производить впечатление импровизации под влиянием определённого настроения или переживания данной минуты (данной ситуации), но не обязательно ей является.
Впервые слово «Impromptu» для обозначения своего произведения применил чешский композитор Ян Вацлав Воржишек в 1817 году. Среди наиболее известных композиторов, сочинявших произведения в этом жанре, — Франц Шуберт, Фридерик Шопен, Роберт Шуман.
Со второй половины XIX века жанр экспромта становится достаточно редким и появляется в единичных сочинениях Скрябина, Форе и ряда других композиторов.
Обычно экспромт отличается ярким непосредственным лиризмом, свободой музыкального развития, порывистостью. Свобода формы в экспромте относительна: экспромты Шуберта или Шопена имеют чёткую, преимущественно трёхчастную структуру.